# Élections européennes de 1989 en Grèce
Les élections européennes se sont déroulées le dimanche 15 juin 1989 en Grèce pour désigner les 24 députés européens au Parlement européen, pour la législature 1989-1994.
| Parti | Parti                                      | Voix      | %     | Sièges |
| ----- | ------------------------------------------ | --------- | ----- | ------ |
|       | Nouvelle Démocratie (ND)                   | 2 647 215 | 40,41 | 10     |
|       | Mouvement socialiste panhellénique (PASOK) | 2 352 271 | 35,96 | 9      |
|       | Coalition de la gauche et du progrès (SYN) | 936 175   | 14,31 | 4      |
|       | Renouveau démocratique (DIANA)             | 89 469    | 1,36  | 1      |